# Manuela Soccol
Manuela Soccol, née le 16 juin 1988 à Genk, est une athlète belge.

## Carrière
Manuela Soccol obtient la médaille d'or du 10 000 mètres aux Championnats de Belgique d'athlétisme 2010. Elle remporte le 20 km de Bruxelles en 2015 et en 2016. Elle est 74e du marathon féminin aux Jeux olympiques d'été de 2016.